# Maslinjak (Murter)
Koordinati:   43°46′08″N, 15°40′47″E
Maslinjak je majhen nenaseljen otoček v Jadranskem morju. Pripada Hrvaški.
Otoček, na katerem stoji svetilnik, leži okoli 1 km vzhodno od rta Rat na otoku Murter. Površina otočka meri 0,042 km². Dolžina obalnega pasu je 0,75 km. Najvišji vrh je visok 37 mnm.
Iz pomorske karte je razvidno, da svetilnik, ki stoji na jugozahodni strani otočka, oddaja svetlobni signal: Z Bl 3s.